# Samurai-dokoro
Il Samurai-dokoro (侍所 - Tavolo di servitori) fu un ufficio di funzionari shogunali esistente durante i periodi Kamakura e Muromachi.  Fu creato nel 1180 durante lo shogunato Kamakura, quando Minamoto no Yoritomo designò Wada Yoshimori come primo capo dell'ufficio. Il ruolo del Samurai-dokoro era di proteggere lo shogunato, di giudicare i criminali in tempo di pace e di assumere la guida dei gokenin in tempo di guerra.